# Bāshkalān
Bāshkalān (persiska: باشكلان) är en ort i Iran.   Den ligger i provinsen Östazarbaijan, i den nordvästra delen av landet, 500 km nordväst om huvudstaden Teheran. Bāshkalān ligger 690 meter över havet och antalet invånare är 328.
Terrängen runt Bāshkalān är kuperad. Runt Bāshkalān är det ganska glesbefolkat, med 31 invånare per kvadratkilometer. Närmaste större samhälle är Abīsh Aḩmad, 11,3 km väster om Bāshkalān. Trakten runt Bāshkalān består till största delen av jordbruksmark.